# Slovenija na mladinskih olimpijskih igrah
Slovenija na mladinskih olimpijskih igrah nastopa od začetka tega tekmovanja leta 2010.
Udeležbo slovenskih športnikov na olimpijskih igrah koordinira Olimpijski komite Slovenije.

## Medalje
|            | Zlato | Srebro | Bron | Skupno |
| Slovenija  | 3     | 7      | 6    | 16     |
| Poletne OI | 2     | 3      | 4    | 9      |
| Zimske OI  | 1     | 4      | 2    | 7      |

## Pregled medalj

### Poletne mladinske olimpijske igre
| Medalja | Dobitnik/ca/-i/-ce           | Olimpijske igre | Šport                | Disciplina       |
| ------- | ---------------------------- | --------------- | -------------------- | ---------------- |
| Zlato   | Jure Grace in Grega Domanjko | Singapur 2010   | Veslanje             | Moški dvojec     |
| Zlato   | Simon Brus                   | Singapur 2010   | Kanu na divjih vodah | Moški K-1 slalom |
| Srebro  | Gregor Rajh                  | Singapur 2010   | Lokostrelstvo        | Ekipna tekma     |
| Srebro  | Žiga Lah                     | Nanking 2014    | Košarka              | Zabijanje na koš |
| Srebro  | Ela Mičunović                | Nanking 2014    | Košarka              | Zabijanje trojk  |
| Bron    | Urška Potočnik               | Singapur 2010   | Judo                 | Ženske do 78 kg  |
| Bron    | Maruša Štangar               | Nanking 2014    | Judo                 | Ženske do 52 kg  |
| Bron    | Nastja Govejšek              | Nanking 2014    | Plavanje             | 50m delfin       |
| Bron    | Leda Krošelj                 | Nanikng 2014    | Atletika             | Skok s palico    |

### Zimske mladinske olimpijske igre
| Medalja | Dobitnik/ca/-i/-ce                      | Olimpijske igre | Šport             | Disciplina             |
| ------- | --------------------------------------- | --------------- | ----------------- | ---------------------- |
| Zlato   | Anže Lanišek                            | Innsbruck 2012  | Smučarski skoki   | Moška Posamična tekma  |
| Srebro  | Miha Hrobat                             | Innsbruck 2012  | Alpsko smučanje   | Moška kombinacija      |
| Srebro  | Tim-Kevin Ravnjak                       | Innsbruck 2012  | Deskanje na snegu | Snežni kanal           |
| Srebro  | Anamarija Lampič                        | Innsbruck 2012  | Smučarski tek     | 5 km klasično          |
| Srebro  | Urša Bogataj Luka Pintaric Anže Lanišek | Innsbruck 2012  | Smučarski skoki   | Mešane ekipe           |
| Bron    | Urša Bogataj                            | Innsbruck 2012  | Smučarski skoki   | Ženska posamična tekma |
| Bron    | Lea Einfalt                             | Innsbruck 2012  | Smučarski tek     | 5 km klasično          |

## Zastavonoše
| Leto | Igre        | Gostitelj | Država   | Zastavonoša       |
| 2010 | I. poletne  | Singapur  | Singapur | Simon Brus        |
| 2012 | I. zimske   | Innsbruck | Avstrija | Tim-Kevin Ravnjak |
| 2014 | II. poletne | Nanking   | Kitajska | Jaka Malus        |